# ويليام داميكو
ويليام داميكو (بالإنجليزية: William D'Amico)‏ هو متزلج جماعي أمريكي، ولد في 3 أكتوبر 1910 في أوتيكا في الولايات المتحدة، وتوفي في 30 أكتوبر 1984 في ليك بلاسيد في الولايات المتحدة.

## وصلات خارجية
- ويليام داميكو على موقع اللجنة الأولمبية الدولية (الإنجليزية)
- ويليام داميكو على موقع أوليمبيديا (الإنجليزية)